# Kitty Marion
Kitty Marion   (Rietberg, 12 de març de 1871 - Nova York, 9 d'octubre de 1944) nascuda Katherina Maria Schafer, fou una actriu i activista política en favor del moviment pel sufragi femení i pels drets de les treballadores.

## Biografia

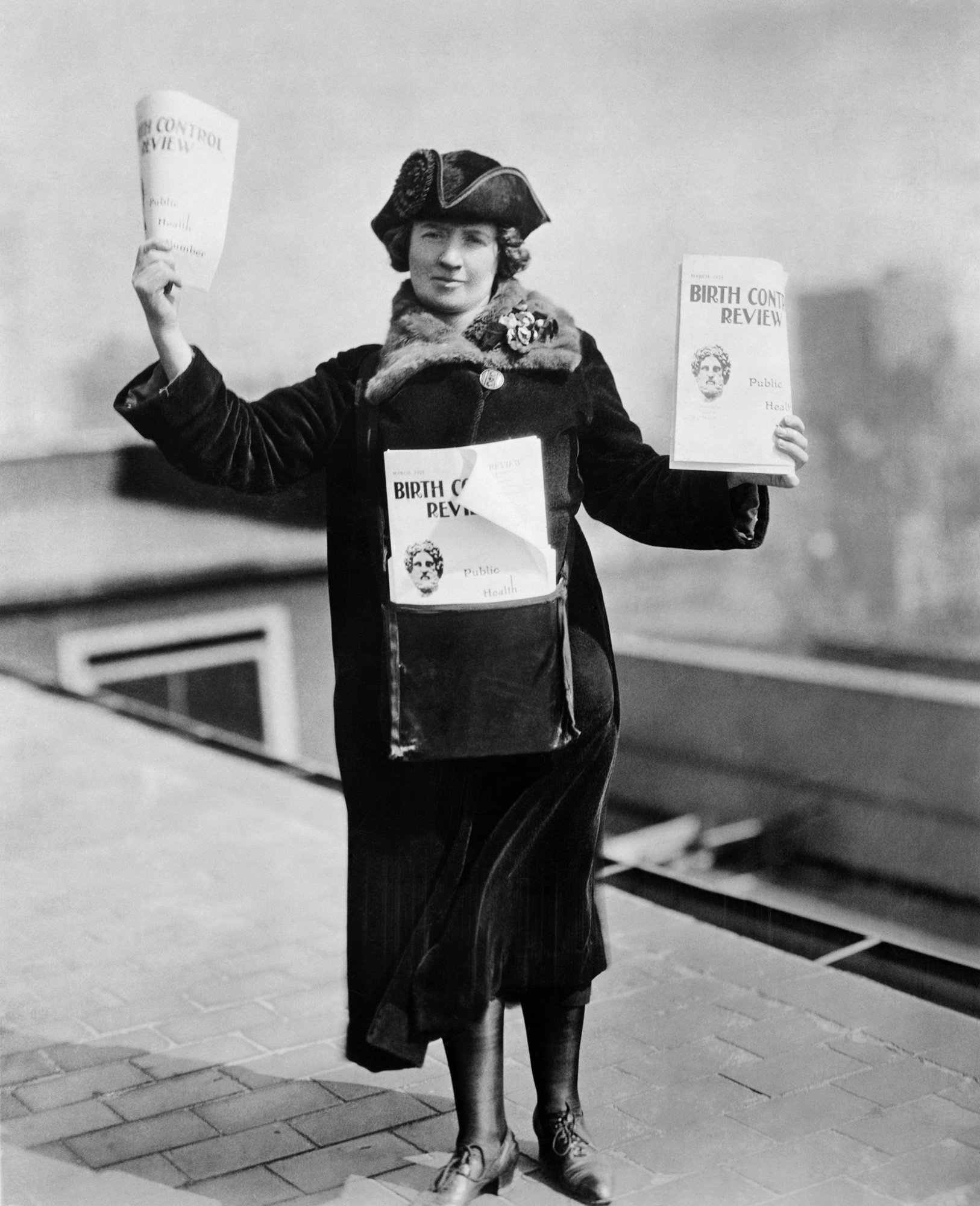
Kitty Marion als Estats Units venent BC Review (1925)

Marion nasqué a Rietberg, a Westfàlia, Alemanya. Sa mare va morir de tuberculosi quan tenia dos anys i quatre anys més tard, la seua madrastra.
Als quinze anys anà a viure amb la seua tia a Anglaterra. S'hi va convertir en actriu i va prendre el nom de Kitty Marion. Actuà en sales de música del Regne Unit i aviat va passar del cor a interpretar alguns papers més protagonistes. Va seguir una carrera en el teatre com a cantant i ballarina de comèdia musical i pantomima.
En aquesta època inicià el seu activisme en defensa de les dones artistes enfront dels seus agents, denunciant la corrupció i reclamant millors condicions laborals, vinculada a la Actresses Franchise League (Lliga de Franquícies d'Actrius).
Kitty Marion entrà a la Unió Social i Política de les Dones (WSPU) al 1908 i es va comprometre a vendre el diari Votes for Women, una tasca difícil per tal com sovint aquestes venedores eren insultades o agredides pels transeünts hostils. També participà en aldarulls i fins i tot en incendis provocats. Com a resultat del seu activisme la detingueren moltes voltes, i és especialment coneguda per haver suportat més de 200 alimentacions forçades a la presó mentre estava en vaga de fam.
Després de la Primera Guerra Mundial, Kitty Marion emigrà als Estats Units i s'implicà en la lluita per defensar el control de la natalitat. Va treballar amb Margaret Sangeren la publicació de la revista Birth Control Review. Durant deu anys, tot i que no va utilitzar la violència com al Regne Unit, va ser detinguda en nou ocasions més. El 1921, es va unir a Margaret Sanger per a fundar a Brooklyn la primera clínica d'Amèrica per al control de la natalitat; però va ser tancada per la policia.
Va morir a la Llar d'Ancians Sanger, a la ciutat de Nova York, el 9 d'octubre del 1944.(2)
L'obra de la historiadora Fern Riddell Death in Ten Minutes: The Forgotten Life of Radical Suffragette Kitty Marion desvela la història de Kitty Marion, explicada a través dels diaris personals en forma d'àlbum de retalls, en què ella mateixa va documentar la lluita i les reivindicacions sufragistes d'aquells anys.